# Конрадова
Конрадова (пол. Konradowa, нім. Konradsdorf) — село в Польщі, у гміні Ниса Ниського повіту Опольського воєводства.
Населення — 298 осіб (2011).

## Демографія
Демографічна структура станом на 31 березня 2011 року:
|          | Загалом | Допрацездатний вік | Працездатний вік | Постпрацездатний вік |
| -------- | ------- | ------------------ | ---------------- | -------------------- |
| Чоловіки | 146     | 27                 | 100              | 19                   |
| Жінки    | 152     | 40                 | 90               | 22                   |
| Разом    | 298     | 67                 | 190              | 41                   |